# Muscat fleur d’oranger
Die Weißweinsorte Muscat fleur d’oranger gehört zur großen Familie der Muskateller und dient sowohl als Keltertraube als auch als Tafeltraube.
Muscat fleur d’oranger wird in der italienischen Herkunftsbezeichnung Colli Euganei genutzt. Kleinere Anpflanzungen sind in Kalifornien (→ Weinbau in Kalifornien, → California Shenandoah Valley AVA, → Central Coast AVA, → Clarksburg AVA, → Madera AVA, → Monterey AVA, → Monticello AVA, → Paso Robles AVA, → Texas High Plains AVA), in Russland, in Usbekistan und in Kasachstan bekannt.
Siehe auch die Artikel Weinbau in Italien und Weinbau in den Vereinigten Staaten sowie die Liste von Rebsorten.

## Abstammung
Kreuzung von Muscat blanc à petits grains × Chasselas Blanc

## Ampelographische Sortenmerkmale
In der Ampelographie wird der Habitus folgendermaßen beschrieben:
- Die Triebspitze ist offen. Sie ist leicht spinnwebig behaart. Die bronzefarbenen Jungblätter sind fast unbehaart und glänzend.
- Die mittelgroßen, dicken Blätter sind rundlich, fünflappig und deutlich aber nicht ausgeprägt tief gebuchtet. Die Stielbucht ist lyren-förmig geschlossen. Das Blatt ist stumpf gezahnt. Die Zähne sind im Vergleich der Rebsorten breit gesetzt. Die Blattoberfläche (auch Spreite genannt) ist leicht blasig.
- Die walzen- bis konusförmige Traube ist kaum geschultert, mittelgroß und dichtbeerig. Die rundlichen Beeren sind mittelgroß und von goldgelber Farbe. Die Schale der Beere ist dick. Das Aroma der saftigen Beere ist fein und verfügt über ein aromatisches Bukett mit zartem Muskatgeschmack.

Die Beeren reifen ca. 10 Tage nach denen des Gutedels. Sie gilt nach internationalem Maßstab noch als früh reifend.
Anfällig ist die Rebsorte gegen den Echten Mehltau sowie gegen die Grauschimmelfäule. Resistent zeigt sie sich gegen leichte Winterfröste. Aufgrund der Dichtbeerigkeit der Trauben kann die Sorte kommerziell nur schwer vermarktet werden.

## Synonyme
Muscat fleur d’oranger ist auch unter den Namen Chasselas à fleur d’orange, Chasselas fleur d’orange, Chasselas musqué (irrtümlich), Chasselas musqué de Nantes, Cranford Muscat, Eugenien Frontignan, Lacrimae Christi, Madarski muskat, Malvoisier, Mirisavka, Moscatel de Grèce, Moscatel primavis, Moscato fior d’arancio, Moscato fior de naranza, Moscato fior di arancio, Moscato fiori d’arinico, Moscato greco, Muscat Berkheim, Muscat croquant, Muscat d’Espagne, Muscat de Hongrie, Muscat de Jésus, Muscat de Jésus de l’abbé Leberriays, Muscat de Rivesaltes, Muscat fiore d’arancio, Muscat fleur d’orange, Muscat jaune, Muscat Jésus, Muscat muscadine, Muscat primavis, Muscat Queen Victoria, Muscat régnier, Muscat de Rivesaltes, Muscat Queen Victoria, Muscat regnier, Muscat vengerskii,  Muscato fiori d’arincio, Muskat Vengerskij, Nantskaya, Orange Muscat, Orange Muskat, Org tokos, Pascal Muscat, Primavis muscat, Raisin blanc de Saint-Alban, Raisin vanille, Razdrob, Rozdrob, Sent alban, Shasla muskat nayanatskaya, Tokai musqué, Vanilia muskotaly, Vanilijefka, Vanillin, Vanilletraube und Weisse Vanilletraube bekannt.